# Југ Ђорђевић
Југ Ђорђевић (Врање, 1993) српски је позоришни редитељ.

## Биографија
Дипломирао је позоришну и радио режију на Факултету драмских уметности.
Његова дебитантска представа „Кеплер 452-Бˮ била је део програма 63. Стеријиног позорја, коју је радио са свега 24 године. Режирао је представе у неколико позоришта Београда, као и широм Србије и региона.
Он је радио као асистент у Позоришту на Теразијама на мјузиклу „Фантом из опере” у режији Југа Радивојевића, као и у београдском Народном позоришту Шилерову "Марију Стјуарт" у режији Милоша Лолића, Ростановог „Сирана” у режији Ивана Вуковића. Био је асистент Јернеју Лоренцију на ауторском пројекту „Царство небеско” у копродукцији БИТЕФ-а и националног театра.
Освојио је специјалну награду за режију на Фестивалу професионалних позоришта Србије „Јоаким Вујић”.

## Театрографија
- Долче вита[5]
- Кишне капи на врелом асфалту[6]
- Триптих о радницима[4]
- Сумња[4]
- Кеплер 452-Б[4]
- Нечиста крв[7]
- Како одржавати фикус[8]